# Prospalta centralis
Prospalta centralis là một loài bướm đêm trong họ Noctuidae.